# Грей, Дэвид (футболист, 1988)
Дэ́вид Пи́тер Грей (англ. David Peter Gray; 4 мая 1988, Эдинбург) — шотландский футболист и футбольный тренер. С мая 2024 года является главным тренером клуба «Хиберниан».
Начав футбольную карьеру в юношеских командах клубов «Харт оф Мидлотиан» и «Манчестер Юнайтед», он выступал за клубы «Манчестер Юнайтед», «Антверпен», «Кру Александра», «Плимут Аргайл», «Престон Норт Энд», «Стивенидж», «Бертон Альбион» и «Хиберниан», а также за сборные Шотландии до 19 лет и до 21 года. В 2021 году завершил карьеру игрока, начав тренерскую карьеру.

## Клубная карьера
Уроженец Эдинбурга, Грей начал футбольную карьеру в академии клуба «Харт оф Мидлотиан». Летом 2004 года присоединился к футбольной академии «Манчестер Юнайтед». В сезоне 2005/06 Грей выступал за резервную команду «Манчестер Юнайтед» на позиции правого крайнего защитника. 25 октября 2006 года Грей провёл свой единственный матч в основном составе «Манчестер Юнайтед», выйдя в стартовом составе на матч Кубка Футбольной лиги против клуба «Кру Александра».
В январе 2007 года отправился в аренду в бельгийский клуб «Антверпен». Провёл за команду два матча, после чего выбыл из-за травмы до конца сезона.
В ноябре 2007 года отправился в месячную аренду в клуб Лиги 1 «Кру Александра». Провёл за команду только один матч, сыграв 80 минут во встрече против «Ноттингем Форест». В декабре вернулся в «Манчестер Юнайтед», остаток сезона 2007/08 провёл, выступая за резервную команду «Юнайтед».
В январе 2009 года отправился в аренду в клуб Чемпионшипа «Плимут Аргайл». 3 января 2009 года дебютировал за «пилигримов» в матче Кубка Англии против «Арсенала». В оставшейся части сезона 2008/09 провёл за команду ещё 14 матчей в Чемпионшипе. В сентябре 2009 года Грей вновь был арендован «Плимутом». Провёл 12 матчей за клуб, в декабре 2009 года вернулся в «Манчестер Юнайтед», во второй половине сезона 2009/10 был капитаном резервной команды «Юнайтед».
Контракт Грея с «Манчестер Юнайтед» истёк летом 2010 года. 16 июля 2010 года он подписал двухлетний контракт с клубом «Престон Норт Энд». 7 августа 2010 года дебютировал за команду Даррена Фергюсона в игре против клуба «Донкастер Роверс». В начале сезона играл регулярно, но затем из-за травм пропустил большую часть сезона 2010/11, по итогам которого «Престон Норт Энд» выбыл из Чемпионшипа в Лигу 1. В сезоне 2011/12 провёл за команду 27 матчей. В мае 2012 года контракт Грея с клубом истёк, он покинул «Престон Норт Энд» в качестве свободного агента.
В июне 2012 года Грей подписал контракт с клубом Лиги 1 «Стивенидж». В сезоне 2012/13 провёл за команду 46 матчей в во всех турнирах, выступая в основном на позиции правого крайнего защитника.
В январе 2014 года Грей перешёл в «Бертон Альбион», подписав контракт до конца сезона 2013/14. Провёл за клуб 12 матчей в Лиге 2 сезона 2013/14.
В июле 2014 года перешёл в шотландский клуб «Хиберниан», который на тот момент выступал в Чемпионшипе. 29 сентября 2014 года забил первый в своей профессиональной карьере гол — в ворота «Рейнджерс». По окончании сезона 2014/15, когда команду покинул Лиам Крейг, Дэвид Грей был назначен новым капитаном «Хиберниана», а также продлил контракт с клубом до 2017 года. В сезоне 2015/16 стал первым капитаном «Хиберниан» за 114 лет, выигравшим Кубок Шотландии, причём именно он забил победный гол в добавленное время в финальном матче против «Рейнджерс». В сезоне 2016/17 «Хиберниан» выиграл Чемпионшип, вернувшись в Премьершип спустя три года отсутствия. В мае 2017 года Грей продлил контракт с клубом на два года. В апреле 2019 года продлил контракт до 2023 года, однако впоследствии играл очень редко, и по окончании сезона 2020/21 Грей объявил о завершении карьеры игрока. 15 октября 2023 года в честь него прошёл памятный матч, в котором «Хиберниан» сыграл против команды ветеранов «Манчестер Юнайтед». Грей забил единственный гол в этом товарищеском матче.

## Карьера в сборной
В 2003 году Грей сыграл за школьную команду Шотландии по футболу.
В 2006 году провёл два матча за сборную Шотландии до 19 лет.
В 2008 году дебютировал в составе сборной Шотландии до 21 года в матче против сборной Северной Ирландии. В октябре 2009 года провёл свой второй матч за сборную Шотландии до 21 года, сыграв 67 минут против сверстников из Беларуси.

## Тренерская карьера
В июне 2021 года Дэвид Грей объявил о завершении карьеры игрока, став тренером основного состава «Хиберниан». 9 декабря 2021 года, после ухода из клуба Джека Росса, Грей стал исполняющим обязанности главного тренера клуба. Руководил командой на протяжении трёх матчей, вплоть до назначения на должность главного тренера Шона Малони 20 декабря. 19 апреля 2022 года, после увольнения Малони, Грей вновь стал исполняющим обязанности главного тренера и пробыл в этой должности до мая, когда его сменил Ли Джонсон. В августе 2023 года Джонсон был уволен, и Грей вновь стал исполняющим обязанности главного тренера, пробыв в должности до сентября, когда его сменил Ник Монтгомери. В мае 2024 года и Монтгомери был уволен, после чего Грей в четвёртый раз был назначен исполняющим обязанности главного тренера клуба «Хиберниан». В июне 2024 года Дэвид Грей был утверждён в роли главного тренера клуба на постоянной основе, подписав трёхлетний контракт.

## Достижения

### Достижения в качестве игрока
«Хиберниан»
- Обладатель Кубка Шотландии: 2015/16[22]
- Победитель Шотландского Чемпионшипа: 2016/17[23]

### Тренерские достижения
«Хиберниан»
- Финалист Кубок шотландской лиги: 2021/22

## Статистика выступлений
| Клуб                    | Сезон            | Лига                    | Лига | Лига | Кубок страны | Кубок страны | Кубок лиги | Кубок лиги | Прочие | Прочие | Итого | Итого |
| Клуб                    | Сезон            | Дивизион                | Игры | Голы | Игры         | Голы         | Игры       | Голы       | Игры   | Голы   | Игры  | Голы  |
| ----------------------- | ---------------- | ----------------------- | ---- | ---- | ------------ | ------------ | ---------- | ---------- | ------ | ------ | ----- | ----- |
| Манчестер Юнайтед       | 2006/07          | Английская Премьер-лига | 0    | 0    | 0            | 0            | 1          | 0          | 0      | 0      | 1     | 0     |
| Манчестер Юнайтед       | 2007/08          | Английская Премьер-лига | 0    | 0    | 0            | 0            | 0          | 0          | 0      | 0      | 0     | 0     |
| Манчестер Юнайтед       | 2008/09          | Английская Премьер-лига | 0    | 0    | 0            | 0            | 0          | 0          | 0      | 0      | 0     | 0     |
| Манчестер Юнайтед       | 2009/10          | Английская Премьер-лига | 0    | 0    | 0            | 0            | 0          | 0          | 0      | 0      | 0     | 0     |
| Манчестер Юнайтед       | Итого            | Итого                   | 0    | 0    | 0            | 0            | 1          | 0          | 0      | 0      | 1     | 0     |
| Антверпен (аренда)      | 2006/07          | Второй дивизион Бельгии | 1    | 0    | 1            | 0            | —          | —          | —      | —      | 2     | 0     |
| Кру Александра (аренда) | 2007/08          | Лига 1                  | 1    | 0    | 0            | 0            | 0          | 0          | 0      | 0      | 1     | 0     |
| Плимут Аргайл (аренда)  | 2008/09          | Чемпионшип              | 14   | 0    | 1            | 0            | 0          | 0          | 0      | 0      | 15    | 0     |
| Плимут Аргайл (аренда)  | 2009/10          | Чемпионшип              | 12   | 0    | 0            | 0            | 0          | 0          | 0      | 0      | 12    | 0     |
| Плимут Аргайл (аренда)  | Итого            | Итого                   | 26   | 0    | 1            | 0            | 0          | 0          | 0      | 0      | 27    | 0     |
| Престон Норт Энд        | 2010/11          | Чемпионшип              | 22   | 0    | 0            | 0            | 3          | 0          | —      | —      | 25    | 0     |
| Престон Норт Энд        | 2011/12          | Лига 1                  | 23   | 0    | 1            | 0            | 1          | 0          | 2      | 0      | 27    | 0     |
| Престон Норт Энд        | Итого            | Итого                   | 45   | 0    | 1            | 0            | 4          | 0          | 2      | 0      | 52    | 0     |
| Стивенидж               | 2012/13          | Лига 1                  | 42   | 0    | 1            | 0            | 2          | 0          | 1      | 0      | 46    | 0     |
| Стивенидж               | 2013/14          | Лига 1                  | 11   | 0    | 0            | 0            | 1          | 0          | 0      | 0      | 12    | 0     |
| Стивенидж               | Итого            | Итого                   | 53   | 0    | 1            | 0            | 3          | 0          | 1      | 0      | 58    | 0     |
| Бертон Альбион          | 2013/14          | Лига 2                  | 12   | 0    | 0            | 0            | 0          | 0          | 2      | 0      | 14    | 0     |
| Хиберниан               | 2014/15          | Шотландский Чемпионшип  | 25   | 2    | 3            | 1            | 3          | 0          | 3      | 0      | 34    | 3     |
| Хиберниан               | 2015/16          | Шотландский Чемпионшип  | 31   | 0    | 6            | 1            | 5          | 1          | 5      | 0      | 47    | 2     |
| Хиберниан               | 2016/17          | Шотландский Чемпионшип  | 33   | 2    | 4            | 0            | 1          | 0          | 3      | 1      | 41    | 3     |
| Хиберниан               | 2017/18          | Шотландский Премьершип  | 7    | 0    | 0            | 0            | 5          | 0          | —      | —      | 12    | 0     |
| Хиберниан               | 2018/19          | Шотландский Премьершип  | 24   | 3    | 2            | 0            | 1          | 1          | 5      | 2      | 32    | 6     |
| Хиберниан               | 2019/20          | Шотландский Премьершип  | 4    | 0    | 1            | 0            | 1          | 0          | —      | —      | 6     | 0     |
| Хиберниан               | 2020/21          | Шотландский Премьершип  | 2    | 0    | 0            | 0            | 3          | 1          | —      | —      | 5     | 1     |
| Хиберниан               | Итого            | Итого                   | 126  | 7    | 16           | 2            | 19         | 3          | 16     | 3      | 177   | 15    |
| Всего за карьеру        | Всего за карьеру | Всего за карьеру        | 264  | 7    | 20           | 2            | 27         | 3          | 21     | 3      | 332   | 15    |

## Тренерская статистика
Данные приведены по состоянию на 30 ноября 2024 года
| Команда           | Страна    | Начало работы   | Завершение работы | Показатели | Показатели | Показатели | Показатели | Показатели | Показатели | Показатели | Показатели |
| Команда           | Страна    | Начало работы   | Завершение работы | И          | В          | Н          | П          | МЗ         | МП         | РМ         | % побед    |
| ----------------- | --------- | --------------- | ----------------- | ---------- | ---------- | ---------- | ---------- | ---------- | ---------- | ---------- | ---------- |
| Хиберниан (и. о.) | Шотландия | 9 декабря 2021  | 20 декабря 2021   | 3          | 1          | 1          | 1          | 3          | 3          | +0         | 033,33     |
| Хиберниан (и. о.) | Шотландия | 19 апреля 2022  | 19 мая 2022       | 5          | 2          | 1          | 2          | 7          | 5          | +2         | 040,00     |
| Хиберниан (и. о.) | Шотландия | 27 августа 2023 | 11 сентября 2023  | 2          | 1          | 0          | 1          | 2          | 3          | −1         | 050,00     |
| Хиберниан         | Шотландия | 14 мая 2024     |                   | 22         | 6          | 7          | 9          | 37         | 31         | +6         | 027,27     |
| Итого             | Итого     | Итого           | Итого             | 32         | 10         | 9          | 13         | 49         | 42         | +7         | 031,25     |